# Lis Kleeberg
Lis Kleeberg, geborene Lis Kühne (* 27. August 1916 in Leipzig; † 19. Februar 2019 ebenda), war eine deutsche Schriftstellerin.

## Leben
Sie wurde 1916 als Tochter eines Formers unter dem Namen Lis Kühne in Leipzig geboren. Nach Erlangung der Mittleren Reife wurde sie zur Produktionskauffrau ausgebildet und fand Arbeit in einem Betrieb der Textilbranche als Kalkulatorin sowie als Zeichnerin. Danach wirkte Kleeberg als Abteilungssekretärin im Versorgungskontor für Maschinenbau-Erzeugnisse in Leipzig.
Ihre ersten Schreibversuche, die erst im fortgeschrittenen Alter von 55 Jahren erfolgten, rührten von einer Teilnahme an einem literarischen Wettbewerb 1971 her. Ihr Text wurde prämiert, was den Anstoß zum Weiterschreiben gab. 1972 machte sich Kleeberg als freischaffende Schriftstellerin selbstständig und engagierte sich als künstlerische Leiterin des Zirkels Schreibender Arbeiter bei der Deutschen Reichsbahn. In diesen Jahren arbeitete sie diversen Zeitungen und Zeitschriften zu. Kleebergs Romandebüt Schmale Sonne erschien 1975, war schon kurz darauf vergriffen und erlebte mehrere Auflagen. Sie verarbeitete ihren Romanerfolg auch als Jugendhörspiel unter dem Titel Liebe und Schuld der Jana W. 1987 erschien ihr zweiter Roman Das andere Leben, der ebenfalls eine hohe Auflage erzielte.
Nach der Wende engagierte sich Kleeberg weiterhin im Kulturbereich ihrer Heimatstadt, so war sie 1990 Gründungsmitglied des Förderkreises Freie Literaturgesellschaft, des Literaturbüros Leipzig sowie des Vereins zur Förderung der Leipziger Stadtbibliothek. Zu ihrem 85. Geburtstag erschien ihr persönlichstes Buch mit autobiografischem Hintergrund, der Roman Gegangen, welcher auch ins Englische übersetzt wurde. Neben diesem dritten größeren Werk veröffentlichte sie nur noch kleinere literarische Beiträge in Zeitschriften wie der Ostragehege.
Lis Kleeberg starb am 19. Februar 2019 in ihrer Heimatstadt. Ihr zu Ehren veranstaltete die Stadtbibliothek Leipzig am 26. April 2019 eine Gedenklesung.

## Werke

### Romane
- Schmale Sonne. Roman einer Siebzehnjährigen. Mit 15 Illustrationen von Erika Müller-Pöhl. Greifenverlag zu Rudolstadt, Rudolstadt 1975.
- Das andere Leben. Roman. Mitteldeutscher Verlag, Halle (Saale)/Leipzig 1987, ISBN 3-354-00274-3.
- Gegangen. Roman. Geest-Verlag, Ahlhorn 2001, ISBN 3-934852-74-2.

### Hörspiele
- Liebe und Schuld der Jana W. Regie: Maritta Hübner, Rundfunk der DDR, Erstsendung am 26. September 1976 (Jugendhörspiel nach Schmale Sonne).